# Bessunger Straße 74 (Darmstadt)
Das Haus Bessunger Straße 74 ist ein Bauwerk in Darmstadt-Bessungen.

## Geschichte und Beschreibung
Das dreigeschossige Mietswohnhaus wurde im Jahre 1905 erbaut. Über dem Erdgeschoss befindet sich ein asymmetrisch angedeuteter Erker, der im Dach in ein Zwerchhaus übergeht. Das Satteldach besitzt eine Schieferdeckung.
Im Giebeldreieck befindet sich eine geometrische Fachwerkzier. Die Fassade ist verputzt. Die zurückhaltend gestalteten Fensterrahmungen und -verdachungen sind in Naturstein ausgeführt. Eine Auflockerung der Fassade erfolgt durch verschiedene Fensterformate mit Galgenfenstern und gesprossten Oberlichtern. Im Dachgesims befindet sich ein floraler Schmuckbandfries.

## Denkmalschutz
Aus architektonischen, baukünstlerischen und stadtgeschichtlichen Gründen steht das Bauwerk unter Denkmalschutz.